# Theodor Weißenberger

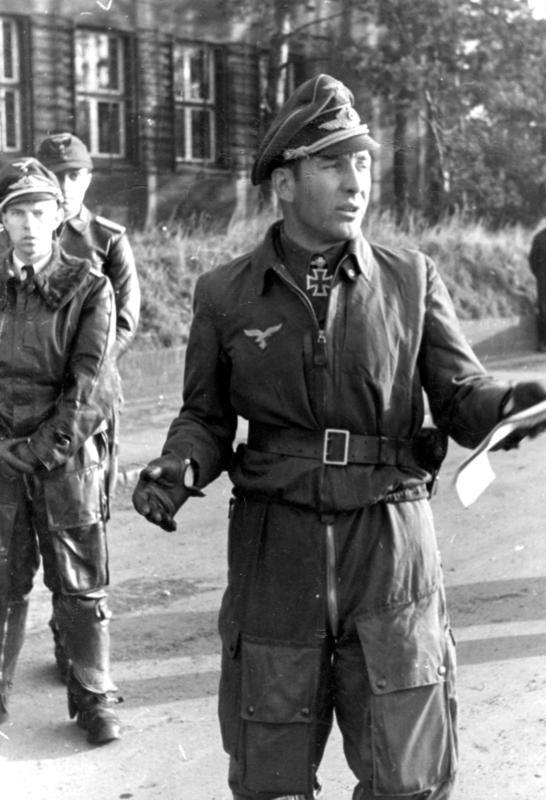
Theodor Weißenberger, 1944

Theodor Weißenberger (* 21. Dezember 1914 in Mühlbach; † 11. Juni 1950 auf dem Nürburgring) war ein deutscher Luftwaffenoffizier im Zweiten Weltkrieg (zuletzt Major) sowie Automobilrennfahrer.

## Herkunft
Theodor Weißenberger wurde als erster von insgesamt vier Brüdern in Mühlbach am Main geboren. Schon bald nach seiner Geburt zogen seine Eltern nach Langenselbold bei Hanau, wo der Vater eine Baumschule erwarb.

## Zweiter Weltkrieg
Im Oktober 1936 trat er in die 2. Kompanie der Flieger-Ersatz-Abteilung 14 in Detmold ein. Zum Feldwebel der Reserve wurde er am 1. Dezember 1940 befördert und kam im August 1941 zum Jagdgeschwader 77. Am 24. Oktober 1941 errang er seinen ersten Luftsieg, wurde am 1. Februar 1942 zum Oberfeldwebel der Reserve und am 1. Juli 1942 zum Leutnant befördert.
September 1942 wurde er zur 6. Staffel des Jagdgeschwaders 5 versetzt. Als Zerstörer-Pilot erzielte er bis dahin mit der Bf 110 23 Abschüsse, woraufhin ihm das Deutsche Kreuz in Gold verliehen wurde. Nach weiteren 15 Luftsiegen wurde ihm am 13. November 1942 das Ritterkreuz des Eisernen Kreuzes verliehen. Zum Oberleutnant befördert am 1. Juni 1943 übernahm er am 15. Juni 1943 als Staffelkapitän die 7. Staffel des Jagdgeschwaders 5.
Das Eichenlaub wurde ihm nach seinem 112. Luftsieg am 2. August 1943 verliehen. Die 6. Staffel übernahm er als Chef am 14. September 1943 und wurde ab dem 26. März 1944 Kommandeur der II. Gruppe des Jagdgeschwaders 5. Am 1. Juni 1944 wurde er zum Hauptmann befördert und am 3. Juni 1944 Kommandeur der I. Gruppe des Jagdgeschwaders 5. Am 25. Juli 1944 errang er seinen 200. Luftsieg und schulte anschließend auf den neuen Düsenjäger Me 262 um. Im November 1944 wurde er Kommandeur der I. Gruppe des Jagdgeschwaders 7. Am 1. Januar 1945 wurde er zum Major befördert und zum Kommodore des Jagdgeschwaders 7 ernannt.
Während seiner Einsatztätigkeit wurde Weißenberger mehrmals abgeschossen oder musste aus anderen Gründen notlanden. Am 25. April 1942 wurde er von einer Petljakow Pe-2 abgeschossen. Am 11. Oktober 1942 legte er eine Bruchlandung bei Petsamo hin, und nur 11 Tage später, am 22. Oktober 1942, musste er sich wegen eines Motorschadens mit dem Fallschirm hinter den sowjetischen Linien aus seiner Maschine retten und fand erst nach vielstündigem Marsch wieder Anschluss an die eigenen Truppen. Am 28. März 1943 erhielt seine Maschine einen Flaktreffer, wodurch er erneut zu einer Notlandung gezwungen wurde. Eine nochmalige Notlandung machte er am 11. November 1943, nachdem er die Orientierung verloren hatte und ihm der Treibstoff ausgegangen war. Am 12. Juni überlebte er verwundet den Abschuss durch eine P-47 Thunderbolt.
Auf über 500 Feindflügen errang Weissenberger bis Kriegsende insgesamt 208 Luftsiege. 33 davon gelangen ihm auf dem westlichen Kriegsschauplatz, darunter 8 mit der Me 262. Des Weiteren beschädigte er ein U-Boot schwer und vernichtete einen Eisenbahnzug.
Weißenberger heiratete Anfang 1945 Cilly Vogel (* 10. April 1926). Die beiden bekamen einen Sohn und zwei Töchter.

## Tod
1949 begann sich Weißenberger im Motorsport zu engagieren und bestritt insgesamt fünf Rennen auf Schöpflin-Eigenbauten mit BMW-Motor. Beim 15. Eifelrennen auf dem Nürburgring am 11. Juni 1950 verunglückte er in der Eröffnungsrunde tödlich im Streckenabschnitt Metzgesfeld. Weißenberger ist in Langenselbold auf dem alten Friedhof begraben.

## Auszeichnungen
- Eisernes Kreuz (1939) II. und I. Klasse
- Frontflugspange für Jäger in Bronze am 20. November 1941, in Silber am 26. März 1942 und in Gold am 31. Juli 1942
- Ehrenpokal für besondere Leistung im Luftkrieg am 28. Mai 1942
- Deutsches Kreuz in Gold am 8. September 1942[3]
- Medaille Winterschlacht im Osten am 15. November 1942
- Finnisches Freiheitskreuz IV. Klasse am 23. August 1942
- Ritterkreuz des Eisernen Kreuzes mit Eichenlaub[3]
  - Ritterkreuz am 13. November 1942
  - Eichenlaub am 2. August 1943 (266. Verleihung)
- Verwundetenabzeichen in Schwarz 19. Juni 1944